# Курехин, Виктор Вениаминович
Виктор Вениаминович Курехин (1944—2003) — советский и российский учёный, доктор технических наук, профессор, ректор Кузбасского государственного технического университета с 1993 по 2003 год, академик РАЕН, Заслуженный деятель науки Российской Федерации.

## Биография
Виктор Вениаминович Курехин родился 18 июня 1944 года в городе Кемерово, СССР.
В 1968 году окончил Горно-электромеханический факультет Кемеровского горного института. После окончания института остался работать на кафедре электрификации подземных горных работ. В 1973 году защитил кандидатскую диссертацию по теме «Исследование условий и областей применения вакуумных дугогасительных камер в шахтных высоковольтных сетях».
В 1977 году Курехину было присвоено ученое звание доцента. С 1979 по 1981 год он являлся деканом Горно-электромеханического факультета Кузбасского политехнического института.
В 1991 году защитил диссертацию на соискание учёной степени доктора технических наук, в том же году приказом Минвуза РСФСР назначен проректором по учебной работе КузПИ.
С 1992 по 1993 год работал первым проректором КузПИ, в 1993—2003 годах являлся ректором Кузбасского политехнического института (в ноябре 1993 года изменил статус и был преобразован в Кузбасский государственный технический университет).
Умер 08.08.2003 года. Похоронен на старом кладбище пос. Кедровка (Жилой район Кедровка, г. Кемерово).

## Награды
- Знак «За отличные успехи в работе»[2].
- Знак «Шахтерская Слава» трех степеней
- Серебряный знак «Горняк России»
- Знак РАЕН «За заслуги в науке»
- Орден Татищева
- Медаль «За особый вклад в развитие Кузбасса» III степени
- Звание «Заслуженный деятель науки Российской Федерации»